# P.N.03
P.N.03, Kurzform für Product Nummer 3, ist ein Third-Person-Shooter der 2003 für den GameCube veröffentlicht wurde. Das Spiel war der erste Teil von Shinji Mikami's Capcom Five, einer Reihe von fünf geplanten GameCube-exklusiven Titeln von Capcom. Das Spiel dreht sich um Vanessa Z. Schneider, die von einem anonymen Klienten angeheuert wurde, um eine Reihe amoklaufender Computer Arms Management Systems Roboter auszuschalten.

## Spielmechanik
Die Spielmechanik von P.N.03 unterscheidet sich grundlegend von der eines normalen Third-Person-Shooters in der Hinsicht, dass der Spieler nicht gleichzeitig laufen und schießen kann. Stattdessen hat der Spieler die Möglichkeit, durch Sprünge, Saltos und Ähnliches gegnerischem Feuer auszuweichen. Gegner wiederum haben nicht die Möglichkeit, frei zu schießen, sondern folgen wohl definierten Mustern. Die Aufgabe des Spielers besteht im Wesentlichen darin, die Schussmuster der Gegner mit den eigenen Ausweichbewegungen in Einklang zu bringen, um selber Treffer landen zu können, ohne getroffen zu werden. Das so entstehende Spielprinzip ähnelt mehr dem klassischen Shoot ’em up als aktuelleren Spielen.
Der Spielverlauf in P.N.03 ist ebenso mehr an Shoot ’em up orientiert als an aktuellen Spielen. So ist das Spiel vergleichsweise kurz und kann innerhalb von etwa zwei bis drei Stunden durchgespielt werden. Der Reiz liegt somit weniger im einfachen Durchspielen des Spiels, sondern in der Freischaltung von neuen Anzügen und Waffen, was durch mehrmaliges Spielen erreicht werden kann.

## Rezeption
Kritiken zu P.N.03 fielen gemischt aus und zu großen Teilen negativ. Bemängelt wurde im Wesentlichen die fehlende Länge des Spiels, die fehlende charakterliche Entwicklung der Protagonistin, so wie die für einen Third-Person-Shooter ungewohnte und ungewöhnliche Steuerung. Gelobt wurde hingegen der Grafikstil. Zwischen vielen negativen Kritiken gibt es aber auch einige, die das Spiel für seine Unkonformität und sein Old-School-Gameplay loben. Das Spiel entwickelte einen kleinen Kultstatus unter Liebhabern, blieb von den Verkaufszahlen her aber weit hinter Capcoms Erwartungen zurück. Es war das einzige Spiel der Capcom Five, das GameCube-exklusiv blieb.

## Weblink
- P.N.03 bei MobyGames (englisch)